# Utauyo!!MIRACLE
「Utauyo!!MIRACLE」（ウタウヨ・ミラクル）は、放課後ティータイムの通算7枚目のシングル。2010年8月4日にポニーキャニオンから発売された。

## 概要
TBS系列で放送のテレビアニメ『けいおん!!』（第2期）の後期オープニングテーマ。後期エンディングテーマの「NO,Thank You!」と同日発売。
「放課後ティータイム」とは、『けいおん!』に登場する平沢唯、秋山澪、田井中律、琴吹紬、中野梓のキャラクター5人によるバンドユニット。歌っているのは、各キャラクターの声を演じる豊崎愛生、日笠陽子、佐藤聡美、寿美菜子、竹達彩奈の5人の声優。「Utauyo!!MIRACLE」では、豊崎愛生（平沢唯役）がメインヴォーカル、他の4人がコーラスをそれぞれ担当している。オリジナル版とTV版ではラストサビに差異があり、前者は転調するのに対し、後者は転調しない。
ジャケットイラストの異なる初回限定盤と通常盤の2パターンをリリース。初回盤は着せ替えジャケットのピクチャーレーベル仕様となっている。ちなみに通常盤のジャケットイラストには、5人以外のクラスメートも描かれている。
2010年7月7日に放送された、ニッポン放送『ミュ〜コミ+プラス』の「アニメソングプラス」で、初めて音源が流された。
楽曲は豊崎愛生のハイトーンなボーカルとともに、伴奏は難しいリズムを持った本格派なバンドサウンドで隅から隅まで聞きこむほど新しい発見がある形となっている。

## チャート成績
2010年8月3日付のオリコン・シングルデイリーチャートにて初登場3位を獲得し、エンディングテーマの「NO,Thank You!」も同日初登場2位を獲得。2010年8月16日付オリコン・週間シングルチャートでは、1位のSMAPの「This is love」と2位の「NO,Thank You!」に次いで初登場3位を獲得。初動売上は前期オープニングテーマ「GO! GO! MANIAC」を上回り、8.5万枚を記録。キャラクター名義のシングルとしては「NO,Thank You!」に次ぐ歴代第2位。声優のシングルとしては、林原めぐみの「don't be discouraged」と「NO,Thank You!」に次ぐ第3位を記録した。ちなみに『ミュージックステーション』（テレビ朝日）や『COUNT DOWN TV』（TBS系）でのシングルランキングでも3位を獲得した。

## 収録曲
（全作詞：大森祥子）
1. Utauyo!!MIRACLE [3:59]
作曲・編曲：Tom-H@ck
  - テレビアニメ『けいおん!!』後期オープニングテーマ
2. キラキラDays [3:36]
作曲：田村信二、編曲：小森茂生
3. Utauyo!!MIRACLE （Instrumental）
4. キラキラDays （Instrumental）

## 収録アルバム
| 曲名            | 収録アルバム                  | 発売日        | 備考                                 |
| --------------- | ----------------------------- | ------------- | ------------------------------------ |
| Utauyo!!MIRACLE | 『K-ON! MUSIC HISTORY'S BOX』 | 2013年3月20日 | CD-BOX、ディスク1『OP & EDシングル』 |
| キラキラDays    | 『K-ON! MUSIC HISTORY'S BOX』 | 2013年3月20日 | CD-BOX、ディスク1『OP & EDシングル』 |